# Augustin de Boschenry de Drucourt
 (janvier 2012).
Augustin de Boschenry de Drucourt dit le « chevalier de Drucourt », né à Drucourt (Eure) en 1703 et mort au Havre en 1762, est un officier de marine et administrateur colonial français du XVIIIe siècle. Il est gouverneur de l'Île Royale en Nouvelle-France de 1754 à 1758.

## Biographie

### Origines et famille

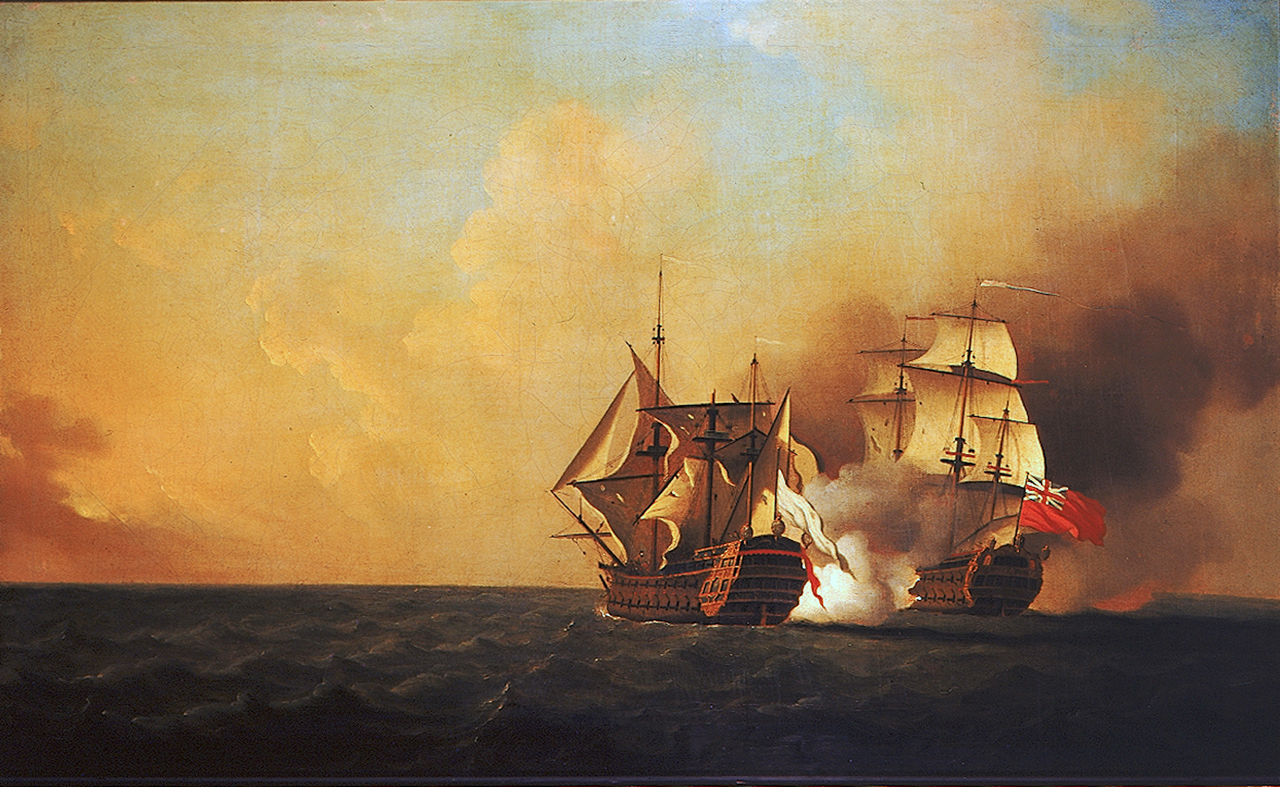
Combat entre le vaisseau français Le Mars, en route vers l'Europe après une tempête, et le, le 11 octobre 1746. Huile sur toile de Samuel Scott.

Plus jeune fils de Jean-Louis de Boschenry (le Bosc Henry étant un écart de la commune actuelle, où se situe un ancien château du même nom ), baron de Drucourt et de Marie-Louise Godard, Augustin de Boschenry d'une famille de la noblesse normande.

### Carrière militaire
Il rejoint en 1719 une compagnie de gardes de la marine en garnison à Brest. Il eut une progression de carrière régulière en raison de son goût pour le travail bien fait.[réf. nécessaire]
En octobre 1746, alors qu'il se trouve à bord du vaisseau Le Mars, apportant des approvisionnements en Acadie, le bâtiment est capturé - lors de son retour en France - par le HMS Nottingham et il est fait prisonnier par les Britanniques. Sa captivité dure environ une année. Il retourne ensuite en France. Il est fait chevalier de l'ordre de Saint-Louis en 1749 et est nommé à un poste administratif important[Lequel ?] à Brest, poste qu'il conserve quelques années. Il reçoit un brevet de capitaine de vaisseau en 1751 et est nommé gouverneur de l'Île Royale (aujourd'hui l'île du Cap-Breton) au Canada. Drucourt arrive à Louisbourg le 15 août 1754 en compagnie de son épouse Marie-Anne Aubert de Courserac.
Mme de Drucourt, dotée d'une forte personnalité, est plus que la femme du gouverneur, elle tire elle-même au canon pendant le siège. Elle fait de plus beaucoup pour donner du lustre à la maison du gouverneur dans la froide, morne et humide Louisbourg de l'époque.

Louisbourg assiégée en 1758.

En 1758, pendant le siège de Louisbourg par l'amiral britannique Edward Boscawen, et contre l'avis de ses officiers peu disposés à exposer leurs navires au feu des britanniques en restant dans le port, Drucourt donne l'ordre à la flotte de rester à quai. Drucourt ne peut cependant pas forcer ses capitaines à suivre l'exemple de Vauquelin et à tourner l'énorme puissance de feu de leurs bateaux contre les batteries britanniques, bien qu'une telle action eût pu faire la différence et permettre de gagner le siège.
Au conseil de guerre du 26 juillet, quelques officiers étaient favorables à une reddition rapide, d'autres souhaitaient la poursuite de la défense de la ville y compris en cas d'assaut. Devant les exigences britanniques, Drucourt inclinait à une poursuite des combats, mais à la demande de la population civile de Louisbourg, il accepte les termes de l'accord et capitule. Le dernier gouverneur de l'île Royale embarque de Louisbourg, avec tous les honneurs militaires des Britanniques, le 15 août 1758.